# Kūhālī
Kūhālī (persiska: کوهالی) är en ort i Iran.   Den ligger i provinsen Kermanshah, i den västra delen av landet, 500 km väster om huvudstaden Teheran. Kūhālī ligger 813 meter över havet och antalet invånare är 223.
Terrängen runt Kūhālī är huvudsakligen kuperad, men åt sydost är den bergig.Runt Kūhālī är det ganska tätbefolkat, med 60 invånare per kvadratkilometer. Närmaste större samhälle är Sarpol-e Z̄ahāb, 12,8 km nordväst om Kūhālī. Omgivningarna runt Kūhālī är i huvudsak ett öppet busklandskap.